# آلاله کوهستانی
آلاله کوهستانی (نام علمی: Ranunculus straussii) نام یک گونه از سرده آلاله است. سردهٔ آلاله در ایران ۵۵ گونهٔ علفی یک ساله و چند ساله دارد. آلاله کوهستانی یکی از ۵۵ گونهٔ موجود در ایران است.